# Christopher Scarver
Christopher J. Scarver Sr. (Milwaukee, 7 de julio de 1969) es un convicto por triple asesinato. Es conocido por haber asesinado a sus compañeros de prisión, los asesinos Jeffrey Dahmer y Jesse Anderson en la Institución Correccional de Columbia en 1994 usando una barra de metal de 20 pulgadas (51 cm) que había extraído de un equipo de ejercicio en la sala de pesas de la prisión.
Anterior a esto, había sido condenado a cadena perpetua por el asesinato de Steve Lohman en 1990 y posteriormente a dos cadenas perpetuas más por los asesinatos de Dahmer y Anderson.

## Primeros años de vida
Nació y creció en Milwaukee, Wisconsin, siendo el segundo de cinco hijos. Asistió a la escuela secundaria James Madison hasta que abandonó sus estudios en el undécimo grado. Por su adicción al alcohol y la marihuana lo echaron de la casa de su madre. A partir de ello fue contratado como aprendiz de carpintero en un programa de entrenamiento de trabajo del Cuerpo de Conservación de Wisconsin. Su supervisor, Edward Patts, le había prometido que al finalizar el programa de entrenamiento lo contratarían a tiempo completo; sin embargo, Patts fue despedido y como resultado el puesto de tiempo completo de Scarver nunca se materializó. Como consecuencia, la adicción al alcohol se agravó en Scarver, y mientras estaba embriagado, comenzó a escuchar voces que lo llamaban el elegido. Más tarde se le diagnosticó esquizofrenia y se dijo que sufría delirios mesiánicos.

## Asesinato de Steve Lohman
El 1 de junio de 1990, Scarver fue a la oficina del programa de capacitación del Cuerpo de Conservación de Wisconsin y se encontró con el administrador del sitio John Feyen, y el empleado Steve Lohman. Apuntando con una pistola a Lohman, Scarver exigió dinero de Feyen. Al recibir solo $15 USD de él (equivalente a $31 USD en 2021), Scarver enfurecido disparó a Lohman en la cabeza, matándolo. Según las autoridades, Scarver dijo:
¿Ahora crees que estoy bromeando? Necesito más dinero.
Después de dispararle post mortem, un par de veces más a Lohman, John Feyen finalmente le escribió un cheque por $3.000 USD (equivalente a $6.222 USD en 2021). Mientras Feyen huía a su auto afuera, Scarver le disparó pero falló.
En 1992, fue condenado y sentenciado a cadena perpetua. Posteriormente fue enviado a la Institución Correccional de Columbia en Portage, Wisconsin.

## Asesinatos de Jesse Anderson y Jeffrey Dahmer
La mañana del 28 de noviembre de 1994, Scarver fue asignado para llevar a cabo una tarea en la prisión junto con otros dos reclusos: Jesse Anderson, que cumplía condena por el asesinato de su esposa; y Jeffrey Dahmer. La tarea consistió en limpiar el baño del gimnasio de la prisión. Por unos instantes los oficiales penitenciarios dejaron a los tres reclusos sin supervisión. En ese momento Scarver atacó a Jeffrey Dahmer con una barra de metal de 20 pulgadas que había obtenido de un equipo de ejercicio en la sala de pesas de la prisión. Posteriormente golpeó a Jesse Anderson con un palo de madera en las duchas. Cuando regresó a su celda informó a un oficial de la prisión:
Dios me dijo que lo hiciera. Jesse Anderson y Jeffrey Dahmer están muertos.
Ambos hombres resultaron heridos de muerte por los golpes recibidos. Jeffrey Dahmer fue declarado muerto una hora después de llegar al hospital, reporte de la autopsia revelaron que murió a causa de múltiples golpes en el cráneo y trauma cerebral. Mientras que Jesse Anderson murió dos días después, cuando los médicos lo retiraron del soporte vital. Tras ser encontrado lo suficientemente competente para ser juzgado, Scarver recibió dos cadenas perpetuas más por los asesinatos de Dahmer y Anderson. Se cree que Scarver asesinó a Dahmer y Anderson (ambos blancos) debido a los asesinatos de hombres negros por parte de Dahmer, además Anderson había apuñalado a su esposa hasta la muerte y luego intentó incriminar a dos hombres negros como los perpetradores del ataque. Se citó a Scarver diciendo:
Nada de lo que los blancos hacen a los negros es justo.

### Secuelas
En 1999, Scarver fue transferido a la Instalación del Programa Seguro de Wisconsin tras su apertura. En 2001, Barbara Crabb, jueza del tribunal federal de distrito, ordenó que Scarver junto con otras tres docenas de reclusos con enfermedades mentales graves fueran reubicados en las instalaciones de Wisconsin. Fue así como Scarver fue trasladado al Centro Correccional Centennial en Colorado.
Posteriormente, en 2005, Scarver presentó una demanda federal de derechos civiles contra los funcionarios del Centro del Programa Seguro de Wisconsin. En ésta argumentó haber sido sometido a un castigo cruel e inusual, contrario con sus derechos constitucionales. Un juez del tribunal de distrito desestimó la demanda contra varios de los acusados y dictaminó que las acciones de los funcionarios restantes no podían considerarse ilegales. Al año siguiente, en 2006, Scarver apeló sin éxito contra la decisión. Tiempo después declaró haber pasado 16 años en régimen de aislamiento como resultado de los asesinatos del Dahmer y Anderson.
En 2012, un agente que representaba a Scarver anunció que éste estaba dispuesto a escribir un libro revelador donde relatará el asesinato de Jeffrey Dahmer.